# Herbert Heinz
Herbert Heinz (*  29. Oktober 1922; † 28. Mai 2002 in Maßbach, Unterfranken) war ein deutscher Schauspieler, Regisseur und Theaterleiter des „Fränkischen Theaters“.

## Leben
Er war der Sohn des Chemikers Erich Heinz (1887–??) und der Luise Liddy Marie Gilbert (1888–1957).
Schon seit den Anfängen des „Fränkischen Theaters“ gehörte Heinz als Schauspieler und Regisseur zum festen Ensemble. Nach dem Tod des Theatergründers Oskar Ballhaus im Jahr 1972 unterstützte er die Prinzipalin Lena Hutter (1911–2003), die er nach deren Scheidung von Ballhaus Jahrzehnte zuvor geheiratet hatte, bei der Leitung des Theaters. Er prägte mehr als fünfzig Jahre lang als Regisseur und Schauspieler das Profil dieses Privattheaters.